# Мерігілл-Естейтс (Кентуккі)
Мерігілл-Естейтс (англ. Maryhill Estates) — місто (англ. city) в США, в окрузі Джефферсон штату Кентуккі. Населення — 185 осіб (2020).

## Географія
Мерігілл-Естейтс розташований за координатами 38°15′59″ пн. ш. 85°39′12″ зх. д. / 38.26639° пн. ш. 85.65333° зх. д. (38.266379, -85.653229).  За даними Бюро перепису населення США в 2010 році місто мало площу 0,10 км², уся площа — суходіл.

## Демографія
Згідно з переписом 2010 року, у місті мешкало 179 осіб у 62 домогосподарствах у складі 52 родин. Густота населення становила 1747 осіб/км².  Було 63 помешкання (615/км²).
Расовий склад населення:
| - 95,0 % — білих - 2,8 % — осіб інших рас |

До двох чи більше рас належало 2,2 %. Частка іспаномовних становила 1,1 % від усіх жителів.
За віковим діапазоном населення розподілялося таким чином: 33,5 % — особи молодші 18 років, 48,6 % — особи у віці 18—64 років, 17,9 % — особи у віці 65 років та старші. Медіана віку мешканця становила 40,9 року. На 100 осіб жіночої статі у місті припадало 94,6 чоловіків;  на 100 жінок у віці від 18 років та старших — 85,9 чоловіків також старших 18 років.
Середній дохід на одне домашнє господарство  становив 173 578 доларів США (медіана — 134 375), а середній дохід на одну сім'ю — 178 202 долари (медіана — 133 750). За межею бідності перебувало 3,7 % осіб, у тому числі 6,4 % дітей у віці до 18 років та 0,0 % осіб у віці 65 років та старших.
Цивільне працевлаштоване населення становило 72 особи. Основні галузі зайнятості: освіта, охорона здоров'я та соціальна допомога — 37,5 %, науковці, спеціалісти, менеджери — 20,8 %, фінанси, страхування та нерухомість — 18,1 %.